# Kabirou Moussoro
Kabirou Moussoro Moubang (ur. 1 września 1983 w Duali) – beniński piłkarz grający na pozycji napastnika.

## Kariera klubowa
Karierę piłkarską Moussoro rozpoczął w Kamerunie, w Kadji Sports Academy. Następnie w latach 1999–2000 grał w rezerwach Valencii CF, a w 2000 roku trafił do Francji. Pierwszym jego zespołem w tym kraju stał się Pau FC, w którym grał w latach 2000–2004. Latem 2004 roku odszedł do FC Martigues. Kolejnymi jego klubami w karierze były: Saint-Pryvé Saint-Hilaire FC (2005–2006), ES Viry-Châtillon (2006–2007) i St. Amand AS (2007–2008).

## Kariera reprezentacyjna
W reprezentacji Beninu Moussoro zadebiutował w 2003 roku. W 2004 roku został powołany do kadry na Puchar Narodów Afryki 2004. Tam rozegrał jedno spotkanie, z Republiką Południowej Afryki (0:2).